# Cantamoixons (Cellers)
Cantamoixons és una partida de camps de conreu del municipi de Castell de Mur, al Pallars Jussà, a l'antic terme de Guàrdia de Tremp, en terres del poble de Cellers.
Està situada al nord-oest de Cellers, a l'esquerra del barranc de la Gessera, al sud del Clot de Gassó i de Codoloies, al sud-oest de les Vielles, i al nord de la Vinya de Carrió, los Reganyats i Marsaborit. El Camí de Canalets discorre a llevant de la partida.